# Alessandro Tadino

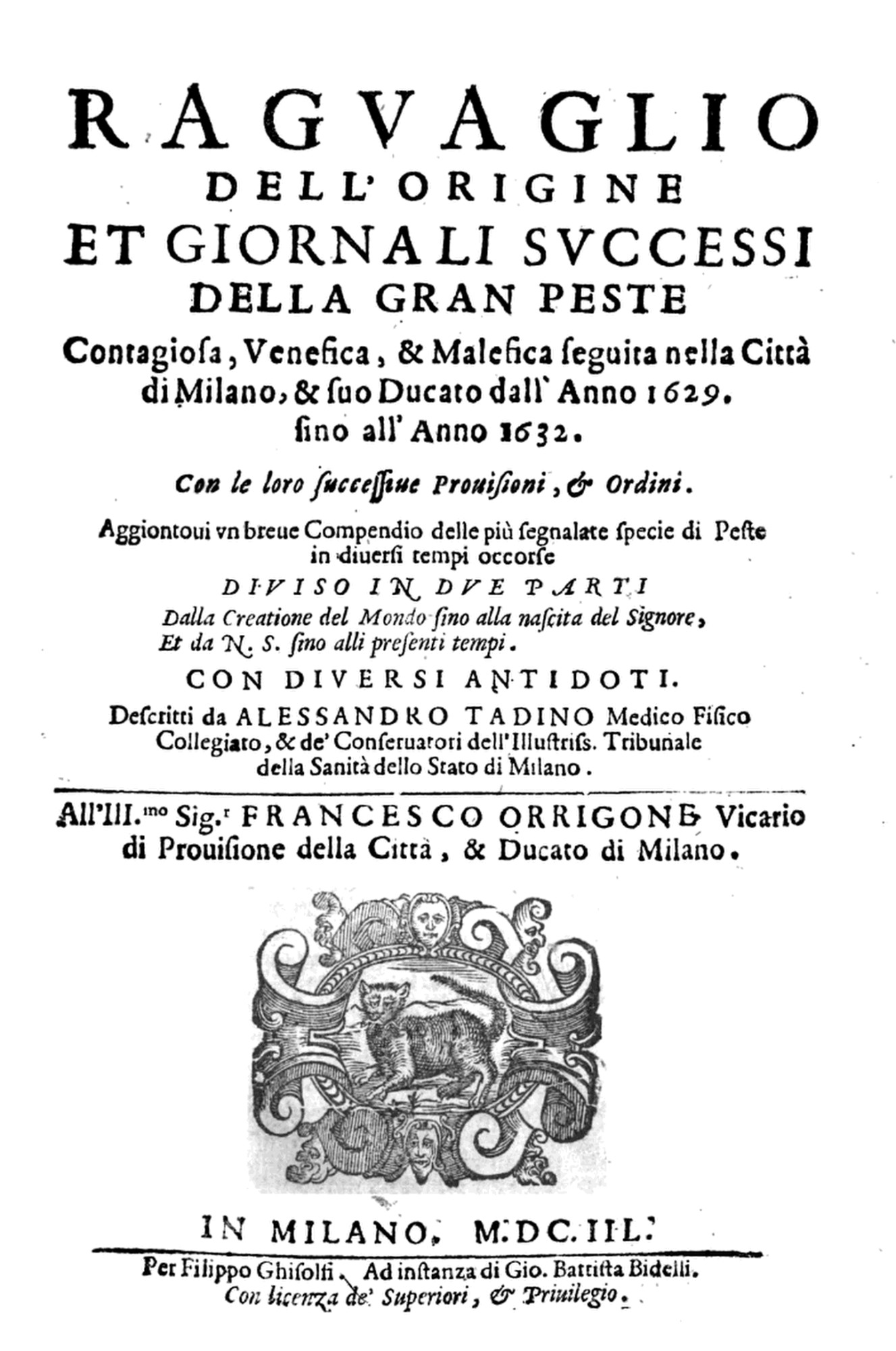
Il Raguaglio (1648) di A. Tadino

Alessandro Tadino (Milano, 1580 – Milano, 16 novembre 1661) è stato un medico italiano.

## Biografia
Figlio di Giangiacomo e Isabella Monti, nel 1603 fu aggregato al Collegio dei fisici di Milano.
Nel 1627 divenne luogotenente di Senatore Settala, protofisico del Ducato di Milano e figlio di Ludovico Settala; nel 1628 insieme a Senatore Settala fu nominato Conservatore del Tribunale di Sanità.
Con il dilagare della peste del 1630 fu pertanto tra gli incaricati della sanità pubblica. Il Tadino fu uno dei testimoni diretti della peste di Milano e lasciò sugli avvenimenti di quegli anni una delle opere più fondamentali per accuratezza storica dei fatti. La sua opera "Raguaglio dell'origine et giornali successi della gran peste contagiosa, venefica, & malefica seguita nella Città di Milano, & suo Ducato dall'anno 1629 sino all'anno 1632" fu utilizzata da Alessandro Manzoni come fonte storica per la preparazione del romanzo I promessi sposi.
Nel 1653 fu nominato conte palatino da Ferdinando III d'Asburgo.
Morì nel 1661 e venne sepolto nella Chiesa dell'Immacolata Concezione dei Cappuccini di Porta Orientale (oggi non più esistente).

## Opere
- A. Tadino, Auertenze et osseruationi appartenenti alla compisitione de i medicamenti. Tradotte dal nono libro delle Osseruationi del sig. Lodouico Settala medico collegiato, Milano, 1630, SBN MILE026047.
- A. Tadino, Breue compendio per curare ogni sorte de tumori esterni, & cutanee turpitudini, raccolto dalle osseruationi fisice, & chirurgice nelli vltimi anni fatte dal sig. Lodouico Settala medico collegiato, Milano, 1646, SBN MILE037205.
- Venerabilis Collegii Physicorum Mediolanensium antiquitas, privilegia, statuta, ordinationes in compendium redacta, authore Alexandro Tadino ea Physicorum collegio medico, eiusdemdue archivii praefecto, Milano, 1654.
- A. Tadino, Raguaglio dell'origine et giornali successi della gran peste contagiosa, venefica, & malefica seguita nella Città di Milano, & suo Ducato dall'anno 1629. sino all'anno 1632, Milano, 1648, SBN PUVE011480.